# Famille Calmon
Pour les articles homonymes, voir Calmon.
La famille Calmon est une famille d'hommes politiques français du XIXe siècle.

## Personnalités remarquables
- Guillaume Calmon (1737-1801) avocat et député du Lot à l'Assemblée législative en 1791.
- Jean-Louis Calmon (1774-1857), fils du précédent, député du Lot sous la Restauration et la monarchie de Juillet.
- Marc Antoine Calmon (1815-1890), fils du précédent, député du Lot sous la monarchie de Juillet, député et sénateur inamovible sous la Troisième République. Son épouse, Marie Sophie Nathalie Maison, est la petite-fille de Nicolas-Joseph Maison (1771-1840), maréchal de France.
- Jean Joseph Robert Calmon-Maison (1854-1923), fils des précédents, militaire et écrivain.